# Pejcova kruščika
Pejcova kruščika (lat. Epipactis leptochila subsp. leptochila), orhideja, podvrsta uskolisne kruščike, nekada smatrana posebnom vrstom čijni je sinonim Epipactis peitzii H.Neumann & Wucherpf.. Raširena je po Europi (Austrija, Belgija, nekadašnja Čehoslovačka, Danska, Francuska, Njemačka, Velika Britanija, Mađarska, Italija, Nizozemska, Rumunjska, Švicarska. Raste i u Hrvatskoj, a jedno od staništa joj je Medvednica

## Sinonimi
- Epipactis cleistogama C.A.Thomas
- Epipactis helleborine var. rectilinguis Murb.
- Epipactis latifolia var. rectilinguis (Murb.) E.G.Camus
- Epipactis leptochila f. altensteiniana (Kümpel) Gévaudan & P.Delforge
- Epipactis leptochila var. altensteiniana Kümpel
- Epipactis leptochila var. cleistogama (C.A.Thomas) Kreutz
- Epipactis leptochila var. dinarica (S.Hertel & Riech.) P.Delforge
- Epipactis leptochila subsp. dinarica S.Hertel & Riech.
- Epipactis leptochila subsp. peitzii (H.Neumann & Wucherpf.) Kreutz
- Epipactis leptochila var. peitzii (H.Neumann & Wucherpf.) P.Delforge
- Epipactis leptochila var. thesaurensis (Agrezzi, Ovatoli & Bongiorni) P.Delforge & Gévaudan
- Epipactis leptochila subsp. thesaurensis (Agrezzi, Ovatoli & Bongiorni) Perazza & R.Lorenz
- Epipactis muelleri var. cleistogama (C.A.Thomas) P.D.Sell
- Epipactis muelleri var. peitzii (H.Neumann & Wucherpf.) P.Delforge
- Epipactis peitzii H.Neumann & Wucherpf.
- Epipactis thesaurensis Agrezzi, Ovatoli & Bongiorni
- Helleborine latifolia f. rectilinguis (Murb.) Graber